# Joaquín López Barbadillo
Joaquín López Barbadillo (Sanlúcar de Barrameda, c. 1875-Madrid, 1922) fue un periodista, escritor, crítico taurino y traductor español.

## Biografía
Nació en la localidad andaluza de Sanlúcar de Barrameda hacia 1875. Colaborador de publicaciones periódicas de Madrid y Barcelona como Madrid Cómico, Vida Galante, ABC (1903) y El Imparcial, entre otras. López Barbadillo, que tradujo textos eróticos franceses, también se dedicó a la crítica taurina. Fallecido el 6 de noviembre de 1922 en el Sanatorio Villa Luz de Madrid, fue enterrado en la sacramental de San Lorenzo.